# 日本药典

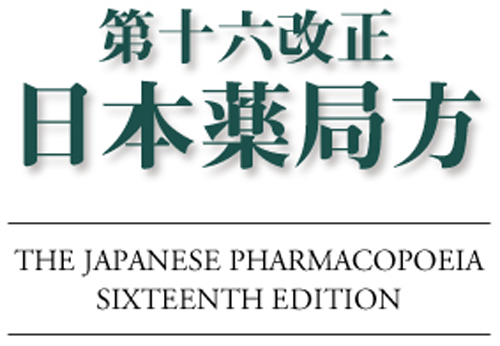
日本药典

《日本药典》（日語：日本薬局方），是日本的藥典，由日本药局方编辑委员会编纂、厚生省颁布执行。分两部出版，第一部收载原料药及其基础制剂，第二部主要收载生药，家庭药制剂和制剂原料。第一版於1886年（明治19年）出版。之名取自中國宋朝大觀年間（1107年至1110年）出版的《和劑局方》（后称《太平惠民和剂局方》）。
日本厚生劳动省於2021年（令和3年）6月7日制定了《日本药典》第18版。

## 外部连接
- （日語）https://www.mhlw.go.jp/stf/seisakunitsuite/bunya/0000066530.html （页面存档备份，存于）